# Радосавска
Радосавска (серб. Радосавска / Radosavska) — село в общине Баня-Лука Республики Сербской Боснии и Герцеговины. Население составляет 276 человек по переписи 2013 года.

## Население
В селе Радосавска проживают семьи следующих фамилий: Айдарич, Цергич, Дакич, Джурич, Граховац, Груйич, Яковлевич, Екич, Касалович, Крпель, Лакич, Незинч, Плавлянь, Пусац, Радованцевич, Ракович, Сандаль, Сьеница, Стрпч, Толимир, Висич и Вукайлович.

## Культура и образование
В селе есть отделение начальной школы имени Кирилла и Мефодия: главное здание находится в селе Пискавица.